# 小俄羅斯

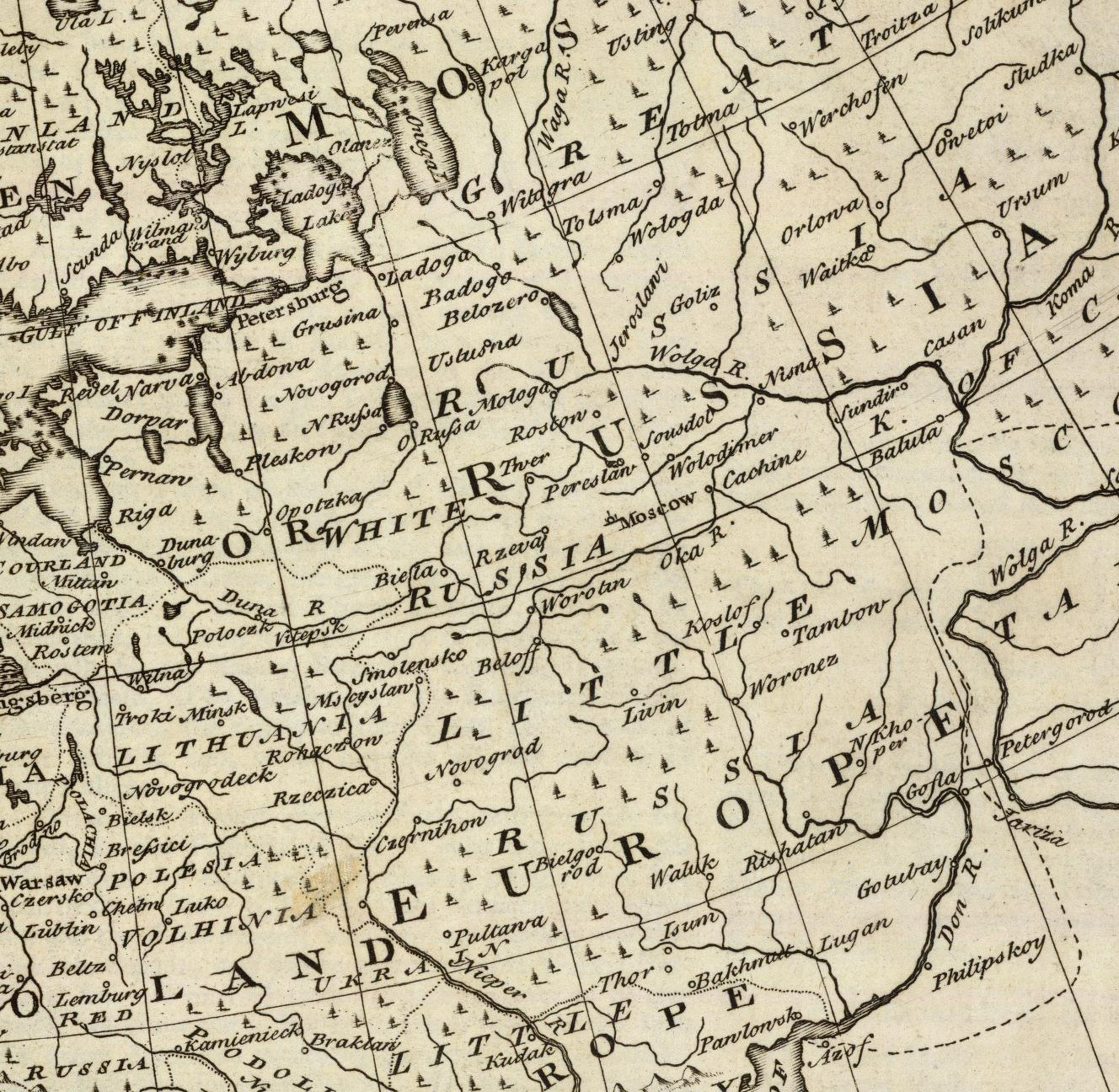
伊曼纽尔·鲍恩（Emanuel Bowen）1747年出版的“从最权威处获取的新欧洲精确地图”的一部分，收录在其出版的《地理完整系统》中。左岸乌克兰在图中标记为“小俄罗斯”（Little Russia）。大、白和紅俄羅斯在图中可见，图例中的“乌克兰”（Ukrain）一词跨于波尔塔瓦（Poltava）市附近的第聂伯河流域。

小罗斯或小俄罗斯（俄語：或）是羅斯部分地區的歷史名稱，主要指現代的烏克蘭的領土。名稱出現於公元十四世紀初，加利西亞－沃里尼亞公國和圖羅夫-平斯克公國的拜占庭教會決議中, 拉丁語：，法語：，德語：) 。從十六世紀開始“小俄羅斯”一詞作為波蘭立陶宛聯邦境內全西部羅斯土地的東正教書面名稱，不久後“白羅斯”這一概念再從中分離出來。十七世紀以來“小俄羅斯”為扎波羅熱蓋特曼政權的官方名稱之一。後來，它被用來指代俄羅斯帝國的歷史地區和小俄羅斯省。在二十世紀，隨著俄羅斯帝國的瓦解和蘇聯的建立，蘇聯政府在新的國家本土化政策框架內實行了烏克蘭化政策。在這方面，“小俄羅斯人”、“小俄羅斯”的概念被認為是“非法的”，失去了其合法性，並被“烏克蘭人”、“烏克蘭”等概念所取代。蘇聯史學在實際中也並沒有使用過“小俄羅斯”這一術語。

在十月革命之前，因大部分乌克兰精英认同“全俄罗斯思想”，相較於“乌克兰人”這一身分，他們更认同“小俄罗斯人”這一概念。在俄罗斯帝国崩溃，乌克兰的领土合并为一个行政单位后，这个词在日常交流中被淘汰。目前当使用此词汇时会产生一个贬义的内涵，意指那些没有民族意识的乌克兰人，不合时宜地使用該詞会被乌克兰民族主义者视为对其强烈的冒犯。

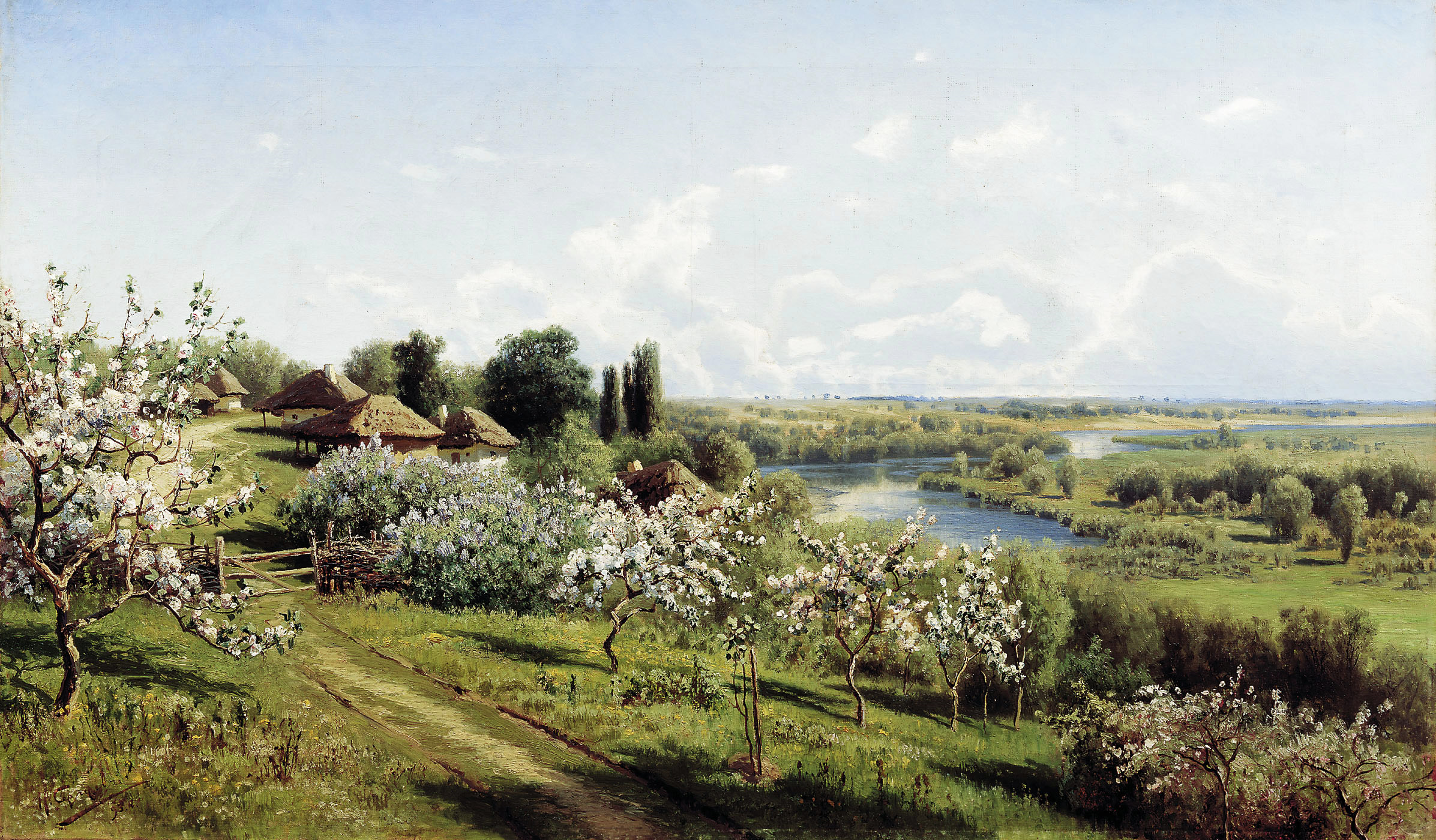
藝術家尼古拉·謝爾蓋耶夫的創作作品名稱。「在小俄羅斯，蘋果樹開花了」

## 術語之演變

### 加利西亞－沃里尼亞公國
“小俄羅斯”一詞初見於14世紀初的拜占庭帝國，用以在宗教行政事務中代指俄羅斯西部的土地。大小俄羅斯主教轄區列表上註明的日期顯示為1347年。大俄羅斯（羅馬化：Megálē Rhōsía）指的是受基輔都主教管轄的12個主教區，小俄羅斯（羅馬化：Mikrá Rhōsía）指的是加利西亞都主教（加利西亞－沃里尼亞公國）管轄的6個主教區以及1個在1339年至1351年的立陶宛勢力範圍內的教區。
加利西亞－沃里尼亞王公尤里二世·博列斯拉夫在1335年10月20日給條頓騎士團迪特里希大師的信中，自稱“dux totius Russiæ Minoris”（即“小俄羅斯王公” ），雖然他和他的前任自稱“Rex Russiæ”（“羅斯國王”），“Dux totius terræ Russiæ”（“全羅斯土地的王公”），“Dux et Dominus Russiæ”（“羅斯王公和領主”） 。 1347年，約翰六世·坎塔庫澤努斯在給沃里尼亞王公柳巴爾特的一封信中列出了小俄羅斯的七個教區，包括斯摩棱斯克，這裡暫時處於立陶宛的影響下。中第聶伯河地區的一些教區在當時與東北羅斯有著宗教聯繫，仍被視為大俄羅斯的延續。
最終，“大俄羅斯”和“小俄羅斯”這兩個詞彙成為官方用詞，君士坦丁堡普世大牧首在1361年建立了兩個都主教區，一個在“小俄羅斯”，以新格魯多克和加利奇為中心，另一個在“大俄羅斯”，以基輔（名義上）和莫斯科（實際上）為中心。
波蘭國王卡西米爾三世（1310-1370）被稱為“波蘭和小俄羅斯國王”，因為他將自己的權力擴展到了尤里耶夫-波利斯基的大部分轄地。
根據米哈伊爾·赫魯舍夫斯基的說法，“小俄羅斯”就是加利西亞－沃里尼亞公國，而隨著公國覆滅，其土地被併入波蘭和立陶宛大公國，這個名字不再使用。根據奧列格·特魯巴喬夫的說法，“小羅斯”這個名字與“大羅斯”相反，這個名字指的是更北方的土地，意思是“外部的”、“新”羅斯。而且，對於波蘭立陶宛聯邦和波蘭王國的居民而言，這種說法並不是什麼新鮮事物，因為至少從1411年就有了小波蘭的概念，而大波蘭的概念也在1257年出現。

### 波蘭立陶宛聯邦的羅斯土地，蓋特曼政權轄區
大約從17世紀初開始，該術語就有了新的含義，開始被用來指代波蘭王國和立陶宛大公國的羅斯土地。這些名稱尤其經常出現在東正教西羅斯的政論家文本中。例如，伊萬·維申斯基的著作經常使用“大羅斯”和“小羅斯”來區分羅斯土地：“我們現在是小俄羅斯的基督徒”（約1600年），“如果你不想救世主的神聖言語從大俄羅斯離去，那就來基輔的洞窟修道院”（《Зачапка》約1608年）。米拉的都主教呂基亞·馬修寫信給利沃夫兄弟會，君士坦丁堡大主教賦予他“關於小俄羅斯和莫斯科沙皇國的教會事務”的權力（1606）。約伯·波列茨基、以賽亞·科平斯基和扎哈利亞·科佩斯金斯基在反對布列斯特教會聯合的辯論性著作中也經常使用小俄羅斯的概念。在15至16世紀的“小俄羅斯”的概念不僅涵蓋了現代烏克蘭土地，還涵蓋了白俄羅斯以及部分立陶宛，即基輔都主教區的全部領土。扎哈利亞·科佩斯金斯基斯基在《Палинодия》中寫道：“小俄羅斯，就是基輔和立陶宛”。而維爾諾、波洛茨克、維捷布斯克、奧爾沙、莫吉廖夫在《Палинодия》中被稱為“白羅斯”。 1619年，帕姆沃·布雷達在基輔洞窟修道院的印刷廠出版了《Анфологион》一書，其中使用了“小俄羅斯”這個名稱。
這種劃分被俄羅斯沙皇國所接受和普及。從17世紀中葉開始，在基輔和莫斯科之間的教會信件中使用了“小俄羅斯”這個名字。在將近17世紀末的地圖上，加利西亞、沃里尼亞和第聶伯河沿岸的土地被稱為“羅斯”、“羅斯土地”或“紅羅斯”。孔塔里尼稱盧茨克、日托米爾、別爾哥羅德（現為貝拉戈羅德卡村，距基輔10公里）和基輔等城市所在的地方為“下羅斯土地”。
1654年《佩列亞斯拉夫條約》簽訂後，俄國沙皇將他的頭銜改為“全俄羅斯和小俄羅斯的”。隨著時間的流逝，又增加了“白俄羅斯的”。從那時起，“小俄羅斯”這個名字也開始在政府書信、編年史和文學作品中廣為流傳，尤其是博格丹·赫梅利尼茨基所使用的名稱：“ ...基輔本身是首都，也是我們的小俄羅斯的一部分”。基輔洞窟修道院院長基澤爾在他的《基輔概要》（1674）中闡述了對“斯拉夫羅斯人民”的理解，認為這是一個由大俄羅斯人，小俄羅斯人和白俄羅斯人以及沙皇國政權組成的三位一體－大、小和白俄羅斯－統一的合法國家，因為莫斯科大公、隨後是沙皇都來自亞歷山大·涅夫斯基的家族，而亞歷山大·涅夫斯基“曾是羅斯土地的基輔大公” 。 “小俄羅斯的烏克蘭人”一詞出現在1677年，後來根植於蓋特曼辦公處和編年史中。薩穆伊拉·維利奇科的編年史中使用了“小俄羅斯”一詞（1676年）。
但是，在俄羅斯科學院於1736-1738年出版的18世紀地圖上，以及1745年的俄羅斯地圖集上，都沒有找到“小俄羅斯”這個名字。

### 小俄羅斯身份之認同
在17世紀，“小俄羅斯認同”出現在扎波羅熱蓋特曼轄區的土地上，即居住在這裡的小俄羅斯人像大俄羅斯人一樣，是統一的全俄羅斯人民的一部分，在俄羅斯國家的專制君主統治下擁有平等的民族和社會權利與機會。同時，小俄國人以平等的方式自由進入了複雜多元的俄羅斯帝國、然後是蘇聯的國家結構。考慮到東斯拉夫人的民族認同發展相當緩慢和復雜的事實，小俄羅斯民族思想是與烏克蘭民族思想以及大俄羅斯民族思想同時形成和發展的，因此與之發生衝突。對於前者來說，它太“俄羅斯”，對於後者來說又太“西方化”了。
小俄羅斯民族思想很適合普世帝國和蘇聯的文化－種族概念。

### 小俄羅斯作為俄羅斯帝國的歷史上的省份
在1764年廢除蓋特曼轄區之後，在左岸烏克蘭的一部分土地上，小俄羅斯省被建立，其行政中心設在格魯霍夫市。 1775年，小俄羅斯省和基輔省合併，省中心遷至基輔。 1781年，小俄羅斯省被劃分為三個總督轄區（切爾尼戈夫，諾夫哥羅德-謝韋爾斯基和基輔）。 1796年，小俄羅斯省被重建，切爾尼戈夫被指定為省中心，此後於1802年再次分為兩個省：波爾塔瓦省和切爾尼戈夫省。 1802年，小俄羅斯總督轄區成立。 1835年，哈爾科夫省被吞併。直到1837年，總督的住所一直是波爾塔瓦，1837年後是哈爾科夫，1856年廢止。
在19世紀至20世紀初，整個西南邊疆區都使用了小俄羅斯這一名稱。
直到1917年，“小俄羅斯”這個名字才半正式地用於統稱沃里尼亞、基輔、波多利斯克、哈爾科夫、波爾塔瓦和切爾尼戈夫等省。格利高里·斯科沃洛達稱左岸烏克蘭為“母親”和“小俄羅斯”，而斯洛博達烏克蘭則被稱為“親姑母”，這表明“小俄羅斯”一詞沒有貶義的含義。
塔拉斯·舍甫琴科在他用俄語寫成的日記中（1857-1858年），使用了“小俄羅斯”一詞17次，而“烏克蘭”一詞則只有4次（而且他根本沒有使用形容詞“烏克蘭的”）; 而同一時間寫給志同道合的烏克蘭朋友的信中則有17次“烏克蘭”和5次“小俄羅斯”，而在他的詩歌中僅使用“烏克蘭”一次。舍甫琴科用俄語寫的散文中則使用了“小俄羅斯”、“小俄羅斯語”、“小俄羅斯口音”和“小俄羅斯人”。
在大俄羅斯國家概念的支持者看來，小俄羅斯的文化和歷史特徵以及小俄羅斯人的區域愛國主義是可以接受的，只要他們不與該概念發生衝突即可。此外，在19世紀上半葉，小俄羅斯的特殊性引起了聖彼得堡和莫斯科的人們的濃厚興趣，被認為是俄羅斯中的更加豐富多彩和浪漫的部分。
烏克蘭歷史學家米哈伊爾·馬克西莫維奇在1868年的著作中駁斥了波蘭史學中一個謬論：在1654年後，俄國人將“小俄羅斯”這個名字引入俄羅斯沙皇國，俄羅斯將國家劃分為羅斯、魯塞尼亞和莫斯科國。歷史學家尼古拉·科斯托馬洛夫、德米特里·巴加列和弗拉基米爾·安東諾維奇認為，在俄羅斯沙皇國與波蘭立陶宛聯邦之間的戰爭中，“小俄羅斯”或“南羅斯”是“小俄羅斯/南羅斯人民”的民族名稱，而使用“烏克蘭”作為兩個國家的偏遠地區名稱。

### 小俄羅斯作為術語在俄羅斯帝國時期
小俄羅斯這個名字通常指的是目前的切爾尼戈夫和波爾塔瓦兩省，但從歷史意義上講，小俄羅斯的概念更為廣泛。除了上述兩地之外，還包括現在的西南地區（即基輔、波多利斯克和沃里尼亞省），有時也包括現在的加利西亞、比薩拉比亞和赫爾鬆地區。以第聶伯河為界，小俄羅斯被分為右岸和左岸。在維徹市民大會的時代，在這塊土地上，主要有切爾尼戈夫-謝維爾斯基、佩列亞斯拉夫、基輔、沃倫、波多利斯克等公國，以及部分加利西亞和圖羅夫公國的領土。蒙古人的入侵破壞並削弱了後來的小俄羅斯領土。人口減少——波戈金的觀點認為——全都流向北部，而當地的新居民則從外喀爾巴阡而來。但是，馬克西莫維奇在他的文章“關於烏克蘭在拔都入侵時期不存在的荒廢以及她的新移民”（著作第一卷）之後，安東諾維奇又在文章《基輔，其命運和從十四到十六世紀的重要性》中用許多事實證明，蒙古人入侵後小俄羅斯領土沒有完全荒蕪，它的人口沒有去任何地方，也沒有人遷移到南部俄羅斯，儘管不能否認部分殖民行為。拔都入侵後，當羅斯國王公在南部的權力減弱時，羅斯南部淪陷於立陶宛的統治下。立陶宛最終於1569年通過盧布林聯合與波蘭合併，在波蘭佔統治地位。在立陶宛大公的領導下，哥薩克崛起，小俄羅斯人民的政治生活由此開始。

### 1917年後的烏克蘭
1917年後，“小俄羅斯”等地名以及由此衍生而來的舊政權所謂的“沙文主義”等詞實際上已從烏克蘭蘇維埃、俄羅斯蘇維埃和蘇維埃聯盟的史學中移除，基本上被認定為具有負面含義。在1926年的全聯盟人口普查中，人口普查員收到指示說不得將受訪者記錄為小俄羅斯人。

## 小俄羅斯一詞在當代
在蘇聯和現代烏克蘭史學中，幾乎從未使用過“小俄羅斯”一詞。烏克蘭一些歷史地區（包括波爾塔瓦地區、切爾尼戈夫地區等）通常使用專有的歷史名稱。但是，在有關小俄羅斯省、小俄羅斯總督區的文章和專著中，使用了“小俄羅斯”一詞來指代俄羅斯帝國時代的行政區域單位等